# Lilienzepterkreuz
Das Lilienzepterkreuz ist in der Heraldik eine Wappenfigur und muss vom Lilienkreuz und Lilienendenkreuz unterschieden werden. Die Figur ist nicht häufig. Sie kann auch um 45 Grad gedreht in der Art eines Andreaskreuzes im Wappen oder Feld liegen.
Dargestellt werden vier kreuzweise angeordnete mittig verbundene Lilienzepter. Die Zepter enden in die namensgebende Lilie. Die Tingierung folgt den heraldischen Regeln. Der Unterschied zum Lilienendenkreuz mit den glatten Kreuzarmen, ist die Detaillierung der Kreuzarme.